# Koreaans Schiereiland
Het Koreaans Schiereiland is een schiereiland in het oosten van Azië. Het strekt zich zuidwaarts uit over een lengte van 1100 kilometer, vanaf het vasteland van Azië richting de Grote Oceaan. Het schiereiland wordt omgeven door de Japanse Zee in het oosten, de Oost-Chinese Zee in het zuiden en de Gele Zee in het westen. De Straat Korea verbindt de eerste twee. De totale oppervlakte van het Koreaanse schiereiland bedraagt 219.140 km². 
Het schiereiland is verdeeld in Noord-Korea en Zuid-Korea. Het schiereiland wordt in Noord-Korea Joseon Bando (Hangul: 조선반도) genoemd, en in Zuid-Korea Han Bando (Hangul: 한반도).

## Geografie
Van het Koreaans schiereiland is 70% berggebied. Vruchtbare stukken land zijn relatief klein, en liggen verspreid over de bergketens. Het noorden en oosten is meer bergachtig dan het zuiden en westen. De hoogste berg is de Paektushan, die 2744 meter hoog is.
Het schiereiland heeft in totaal 8450 kilometer kustlijn. Vooral de kustlijnen in het zuiden en westen zijn erg onregelmatig. Hier bevinden zich de meeste van de 3579 eilanden die bij het schiereiland horen.
Voor de oostkust van het schiereiland stromen de warme Oost-Koreastroom en de koude Noord-Koreastroom.

## Klimaat
Het klimaat van het schiereiland varieert sterk. In de zuidelijke regio’s is het relatief warm en vochtig, vergelijkbaar met het klimaat van Japan. Dit komt door het warme zeewater, waaronder de Oost-Koreaanse golfstroom. De noordelijke regio’s zijn kouder, en hebben meer een landklimaat vergelijkbaar met dat van Mantsjoerije. In januari kan het verschil in temperatuur tussen het noorden en zuiden 20° C. bedragen.
Het gehele schiereiland wordt echter beïnvloed door een gelijksoortig weerpatroon, waaronder de Oost-Aziatische moesson in de zomer en de stormen in de herfst. De winters zijn koud, en in januari dalen de temperaturen in de koudste streken tot onder het vriespunt. 

## Biologie
Onderzoek op het Koreaans schiereiland heeft ertoe geleid dat er 3000 soorten zijn geïdentificeerd, waarvan 500 endemische. Het florarijk kent ruwweg drie temperatuurzones. De warme zones liggen aan de zuidkust en op de eilanden; hier komen veel breedbladige planten voor. De gematigde temperatuurzones zijn het talrijkst, en worden gedomineerd door de Pinus koraiensis. De koude zones liggen in de bergen.

## Geologie
De meeste gesteenten op het schiereiland dateren uit het Precambrium, maar er zijn ook geïsoleerde gebieden te vinden met gesteenten uit het Paleozoïcum, Mesozoïcum en Cenozoïcum.
Er zijn geen actieve vulkanen op het schiereiland, maar de Paektushan in het noorden en de Hallasan in het zuiden hebben beide kratermeren, wat er een aanwijzing voor is dat ze kort geleden nog actief waren. Verder duiden warme bronnen op lage vulkanische activiteit. Deze bronnen worden overal op het schiereiland aangetroffen. 
Gemiddeld vinden er twee aardbevingen per jaar plaats op het schiereiland, maar deze hebben geen grote gevolgen.